# 董允瑫
董允瑫（1627年—1679年）。浙江鄞县人，清朝初年学者，浙东学派代表人物之一。

## 生平
系晚明右都御使董光宏之后人。年少时师事大儒黄宗羲，求学于甬上证人书院。与黄宗炎、黄百家、万斯大、万斯同、万言、李邺嗣、郑梁、陈夔献、陈訏、邵廷采等为同门同学。遍学宋明诸儒著作，独服膺王阳明心学学说。自有主见，论学颇有见地，不被他论常见所左右。

## 代表著作
- 《遵道集》
- 《春铭堂集》